# Gottlieb Nakuta
Gottlieb Nakuta (Walvisbaai, 8 mei 1988) is een Namibisch voetballer. Zijn eerste belangrijke wedstrijd was een vriendschappelijke interland tegen Zimbabwe. Nakuta speelde in totaal 14 interlands voor het Namibisch voetbalelftal. Hij speelde ook als verdediger voor Blue Waters.